# ZNF581
ZNF581 (англ. Zinc finger protein 581) – білок, який кодується однойменним геном, розташованим у людей на довгому плечі 19-ї хромосоми. Довжина поліпептидного ланцюга білка становить 197 амінокислот, а молекулярна маса — 22 010.
| 10         |  | 20         |  | 30         |  | 40         |  | 50         |
| ---------- |  | ---------- |  | ---------- |  | ---------- |  | ---------- |
| MLVLPSPCPQ |  | PLAFSSVETM |  | EGPPRRTCRS |  | PEPGPSSSIG |  | SPQASSPPRP |
| NHYLLIDTQG |  | VPYTVLVDEE |  | SQREPGASGA |  | PGQKKCYSCP |  | VCSRVFEYMS |
| YLQRHSITHS |  | EVKPFECDIC |  | GKAFKRASHL |  | ARHHSIHLAG |  | GGRPHGCPLC |
| PRRFRDAGEL |  | AQHSRVHSGE |  | RPFQCPHCPR |  | RFMEQNTLQK |  | HTRWKHP    |

A: Аланін

C: Цистеїн

D: Аспарагінова кислота

E: Глутамінова кислота

F: Фенілаланін

G: Гліцин

H: Гістидин

I: Ізолейцин

K: Лізин

L: Лейцин

M: Метіонін

N: Аспарагін

P: Пролін

Q: Глутамін

R: Аргінін

S: Серин

T: Треонін

V: Валін

W: Триптофан

Задіяний у таких біологічних процесах, як транскрипція, регуляція транскрипції. 
Білок має сайт для зв'язування з іонами металів, іоном цинку, ДНК. 
Локалізований у ядрі.